# ایرینا سوکواروق
ایرینا سوکواروق (انگلیسی: Irina Sukhorouk؛ زادهٔ ۲۴ ژانویهٔ ۱۹۷۳) بازیکن والیبال اهل اوکراین است.